# Campeonato Maranhense de Futebol de 1992
O Campeonato Maranhense de Futebol de 1992 foi a 71º edição da divisão principal do campeonato estadual do Maranhão. O campeão foi o Sampaio Corrêa que conquistou seu 24º título na história da competição. O artilheiro do campeonato foi Bacabal, jogador do Moto Club, com 16 gols marcados.
Participantes
BACABAL Esporte Clube (Bacabal)
Esporte Clube BOA VONTADE (São Luís)
COELHO NETO Futebol Clube (Coelho Neto)
EXPRESSINHO Futebol Clube (São Luís)
MARANHÃO Atlético Clube (São Luís)
MOTO CLUBE (São Luís)
PINHEIRO Atlético Clube (Pinheiro)
SAMPAIO CORRÊA Futebol Clube (São Luís)
Sociedade Esportiva TUPAN (São Luís)
VITÓRIA DO MAR Futebol Clube (São Luís)

Primeiro Turno 
Primeira Fase
[10/05/1992]
Sampaio Corrêa	0-1   Tupan
[13/05/1992]
Moto Clube	4-0   Boa Vontade
[17/05/1992]
Bacabal		1-0   Sampaio Corrêa
Coelho Neto	2-2   Pinheiro
Expressinho	0-4   Moto Clube
Maranhão	2-0   Vitória do Mar
[20/05/1992]
Maranhão	6-0   Boa Vontade
Sampaio Corrêa	3-0   Vitória do Mar
[24/05/1992]
Coelho Neto	1-5   Bacabal
Moto Clube	3-1   Tupan
Pinheiro	0-0   Maranhão
Sampaio Corrêa	2-0   Expressinho
[27/05/1992]
Maranhão	1-1   Expressinho
Moto Clube	6-0   Vitória do Mar
[30/05/1992]
Sampaio Corrêa	3-0   Boa Vontade
[31/05/1992]
Coelho Neto	2-8   Moto Clube
Maranhão	2-2   Tupan
Pinheiro	0-2   Bacabal
[03/06/1992]
Tupan		1-2   Sampaio Corrêa
Vitória do Mar	0-0   Maranhão
[07/06/1992]
Bacabal		4-0   Coelho Neto
[10/06/1992]
Boa Vontade	0-0   Sampaio Corrêa
Tupan		0-6   Maranhão
[12/06/1992]
Boa Vontade	1-4   Maranhão
[14/06/1992]
Expressinho	1-3   Sampaio Corrêa
Pinheiro	3-0   Coelho Neto
Vitória do Mar	1-4   Moto Clube
[17/06/1992]
Boa Vontade	1-2   Moto Clube
Vitória do Mar	0-3   Sampaio Corrêa
[21/06/1992]
Bacabal		1-1   Pinheiro
Expressinho	0-2   Maranhão
Tupan		1-2   Moto Clube
Classificação
Grupo A
```
1.Moto Clube		9  9  0  0  35- 6  18 Classificado
2.Maranhão		9  5  4  0  23- 4  14 Classificado
3.Sampaio Corrêa	9  6  1  2  16- 4  13 Classificado
```

Grupo B
```
1.Tupan		6  1  1  4   6-15   3 Classificado
2.Expressinho		6  0  1  5   2-14   1 Classificado
```

```
3.Boa Vontade		6  0  1  5   2-19   1 
4.Vitória do Mar	6  0  1  5   1-18   1
```

Grupo C
```
1.Bacabal		5  4  1  0  13- 2   9 Classificado
2.Pinheiro		5  1  3  1   6- 5   5 Classificado
```

```
3.Coelho Neto		5  0  1  4   5-22   1
```

Primeiro Turno
Segunda Fase
[28/06/1992]
Bacabal		2-1   Tupan
[02/07/1992]
Maranhão	2-1   Tupan
Sampaio Corrêa	0-0   Expressinho
[05/07/1992]
Moto Clube	2-1   Bacabal
Pinheiro	1-1   Expressinho
[07/07/1992]
Bacabal		1-2   Sampaio Corrêa
Maranhão	2-1   Expressinho
Moto Clube	3-0   Tupan
[11/07/1992]
Bacabal		1-0   Expressinho
Sampaio Corrêa	0-0   Maranhão
[12/07/1992]
Pinheiro	1-0   Moto Clube
[18/07/1992]
Moto Clube	0-0   Maranhão
Sampaio Corrêa	1-0   Pinheiro
[19/07/1992]
Pinheiro	1-1   Tupan
[22/07/1992]
Maranhão	0-0   Bacabal
Moto Clube	6-0   Expressinho
[26/07/1992]
Expressinho	1-4   Tupan
Pinheiro	1-1   Maranhão
Sampaio Corrêa	0-1   Moto Clube
[29/07/1992]
Bacabal		2-0   Pinheiro
Sampaio Corrêa	3-1   Tupan
Classificação
```
1.Moto Clube		6  4  1  1  12- 2   9 Classificado
2.Sampaio Corrêa	6  3  2  1   6- 3   8 Classificado
3.Maranhão		6  2  4  0   5- 3   8 Classificado
4.Bacabal		6  3  1  2   7- 5   7 Classificado
```

```
5.Pinheiro		6  1  3  2   4- 6   5
6.Tupan		6  1  1  4   8-12   3
7.Expressinho		6  0  2  4   3-14   2
```

Primeiro Turno
Fase Final
[02/08/1992]
Moto Clube	0-4   Maranhão
[05/08/1992]
Sampaio Corrêa	0-0   Bacabal
[08/08/1992]
Maranhão	1-1   Bacabal
[09/08/1992]
Sampaio Corrêa	0-1   Moto Clube
[12/08/1992]
Moto Clube	1-1   Bacabal
[16/08/1992]
Sampaio Corrêa	1-1   Maranhão
Clasificação
```
1.Maranhão		3  1  2  0  6- 2  4 Campeão do Primeiro Turno
2.Moto Clube		3  1  1  1  2- 5  3
3.Bacabal		3  0  3  0  2- 2  3
4.Sampaio Corrêa	3  0  2  1  1- 2  1
```

Maranhão ganha 1 ponto de bonificação para o Terceiro Turno.
Segundo Turno
Primeira Fase
[09/08/1992]
Pinheiro	5-1   Coelho Neto
[16/08/1992]
Coelho Neto	0-1   Pinheiro
[19/08/1992]
Bacabal		1-2   Moto Clube
Maranhão	3-0   Expressinho
Sampaio Corrêa	5-2   Tupan
[23/08/1992]
Coelho Neto	2-0   Bacabal
Expressinho	0-4   Tupan
Maranhão	0-0   Moto Clube
Pinheiro	2-1   Sampaio Corrêa
[26/08/1992]
Bacabal		1-0   Pinheiro
Expressinho	1-1   Sampaio Corrêa
Tupan		0-2   Moto Clube
[30/08/1992]
Pinheiro	3-1   Bacabal
Sampaio Corrêa	3-0   Maranhão
[02/09/1992]
Bacabal		1-1   Coelho Neto
Maranhão	0-0   Tupan
Moto Clube	6-0   Expressinho
[06/09/1992]
Coelho Neto	1-6   Maranhão
Sampaio Corrêa	2-2   Maranhão
Classificação
Grupo da Capital
```
1.Moto Clube		5  3  2  0  12- 3   8 Classificado
2.Sampaio Corrêa	5  2  2  1  12-	7   6 Classificado
3.Maranhão		5  2  2  1   9- 4   6 Classificado
```

```
4.Tupan		4  1  1  2   6- 7   3 Classificado para a Repescagem
```

- - - - - - - - - - - - - - - - - - - - - - -
```
5.Expressinho		4  0  1  3   1-14   1
```

Grupo do Interior
```
1.Pinheiro		5  4  1  0  11- 4   3 Classificado
```

```
2.Bacabal		5  1  1  3   4- 8   3 Classificado para a Repescagem
```

- - - - - - - - - - - - - - - - - - - - - - -
```
3.Coelho Neto		5  1  1  3   5-13   3
```

FMF puniu o Pinheiro com a perda de 5 pontos por ter usado o jogador Tadeu Buiuna de forma irregular no jogo contra o Sampaio Corrêa.
"Repescagem"
[09/09/1992 e 13/09/1992]
Tupan		3-3	2-3   Bacabal
Segundo Turno
Segunda Fase
[09/09/1992]
Moto Clube	3-0   Pinheiro
[13/09/1992]
Moto Clube	1-1   Maranhão
Pinheiro	0-0   Sampaio Corrêa
[16/09/1992]
Maranhão	0-0   Bacabal
[20/09/1992]
Bacabal		1-1   Moto Clube
Sampaio Corrêa	1-0   Maranhão
[23/09/1992]
Sampaio Corrêa	2-0   Bacabal
[26/09/1992]
Sampaio Corrêa	1-2   Moto Clube
[27/09/1992]
Pinheiro	1-0   Bacabal
[30/09/1992]
Maranhão	0-3   Pinheiro
[04/10/1992]
Pinheiro	1-0   Moto Clube
[11/10/1992]
Bacabal		2-1   Sampaio Corrêa
[14/10/1992]
Bacabal		0-0   Maranhão
Sampaio Corrêa	3-1   Pinheiro
[18/10/1992]
Bacabal		0-0   Pinheiro
Maranhão	1-1   Moto Clube
[21/10/1992]
Moto Clube	1-2   Bacabal
[25/10/1992]
Moto Clube	1-1   Sampaio Corrêa
Pinheiro	0-3   Maranhão
[28/10/1992]
Maranhão	2-2   Sampaio Corrêa
Classificação
```
1.Sampaio Corrêa	8  3  3  2  11- 8   9 Classificado
2.Pinheiro		8  3  2  3   6- 9   8 Classificado
3.Moto Clube		8  2  4  2  10- 8   8 Classificado
```

```
4.Bacabal		8  2  4  2   5- 6   8
5.Maranhão		8  1  5  2   7- 8   7
```

Segundo Turno
Fase Final
[31/10/1992]
Pinheiro	2-0   Moto Clube
[04/11/1992]
Moto Clube	2-0   Sampaio Corrêa
[08/11/1992]
Sampaio Corrêa	1-1   Pinheiro
Classificação
```
1.Pinheiro		2  1  1  0   3- 1   3 Campeão do Segundo Turno
2.Moto Clube		2  1  0  1   2- 2   2
3.Sampaio Corrêa	2  0  1  1   1- 3   1
```

Pinheiro ganha 1 ponto de bonificação para o Terceiro Turno.
Terceiro Turno
[12/11/1992]
Moto Clube	1-0   Maranhão
Pinheiro	1-1   Sampaio Corrêa
[18/11/1992]
Pinheiro	1-2   Moto Clube
[19/11/1992]
Sampaio Corrêa	1-0   Maranhão
[22/11/1992]
Moto Clube	2-1   Sampaio Corrêa
Pinheiro	1-1   Maranhão
[26/11/1992]
Sampaio Corrêa	3-1   Pinheiro
[29/11/1992]
Maranhão	3-0   Moto Clube
[02/12/1992]
Maranhão	1-0   Pinheiro
Sampaio Corrêa	1-0   Moto Clube
[06/12/1992]
Maranhão	0-1   Sampaio Corrêa
Moto Clube	2-0   Pinheiro
Classificação
```
1.Sampaio Corrêa	6  4  1  1   8- 4   9 Campeão do Terceiro Turno
2.Moto Clube		6  4  0  2   7- 6   8
3.Maranhão		6  2  1  3   5- 4   6 
4.Pinheiro		6  0  2  4   4-10   3 
```

OBS.: Maranhão (Campeão do 1º Turno), Pinheiro (Campeão do 2º Turno) e Sampaio Corrêa (Campeão do 3º Turno) Classificaram-se para a Fase Final do Campeonato Maranhense de 1992
Fase Final do Campeonato Maranhense de 1992
[11/12/1992]
Maranhão	0-0   Pinheiro
[13/12/1992]
Sampaio Corrêa	0-0   Pinheiro
[19/12/1992]
Sampaio Corrêa	0-0   Maranhão
DETALHES DA PARTIDA FINAL
Estádio: Castelão (São Luís)
Renda: Cr$ 130.910.000,00
Publico: 5,926
Arbitro: Marcelo Nunes Bispo Filho
Auxiliares: Renato Rodrigues, Luiz Gonzaga de Souza
Cartão Amarelo: Catita, Lourenço, Dico, Juca, Ismael, Oliveira Lima
Expulsão: Júlio César, Paulo Roberto, Luís Carlos
Sampaio Corrêa: Juca, Tarantine, Bado, Zarur, Catita - Zé Carlos, Júlio César, Dico (Lourenço) - Ismael, Júnior (Baroninho), Paulo Roberto. Técnico: Meinha.
Maranhão: Wellington, Marcos, Renato, Oliveira Lima, Reginaldo (Josenildo) - Barrote, Batista (Mael), Jacinto - Luís Carlos, Juca, Jackson. Técnico: Rosclin.
Classficação
```
1.Sampaio Corrêa	2  0  2  0   0- 0   2 Campeão Maranhense de 1992
2.Maranhão		2  0  2  0   0- 0   2 Vice-Campeão Maranhense de 1992
3.Pinheiro		2  0  2  0   0- 0   2
```

Sampaio Corrêa conquistou o título Maranhense de 1992 por ter feito melhor campanha na classificação geral

## Premiação
| Campeonato Maranhense de 1992       |
| São Luís                            |
| ----------------------------------- |
| Sampaio Corrêa Campeão (24º título) |